# Dujakovci
Dujakovci (szerbül: Дујаковци), település Banja Luka községben, Bosznia-Hercegovinában, Bosanska krajina területén, a Szerb Köztársaságban. 

## Fekvése
Bosznia-Hercegovina északi részén, Banja Luka központjától légvonalban 30, közúton 40 km-re délnyugatra, a Manjača-hegység, ezen belül a Felső-Zmijanje területén, 750-1100 méteres tengerszint feletti magasságban található. Alacsony és közepes hegyek – Previje (1038 m), Tiricevica (1022 m), Popovače (859 m), Batoš (890 m), Kika (1091 m) Crni vrh (839 m) és Metle (963 m) – határolják. Maga a település 760 m (Božići falu) és 980 m (Gornji Sladojevići falu) magasság között terül el. Határában számos felszíni (gödrök, mélyedések) és földalatti karszt domborzati forma található, amelyek közül a leghíresebbek a Pećurina-barlangok Kućišta helységben, Svodnica a Kika lábánál és az Obarska česta, valamint a Tairovica és Zviždina jama barlangok Gatarići faluban. További karszt domborzati formák találhatók Kućištében és Srneticában, Delići faluban. A községközponttal a Banja Luka–Čađavica–Mrkonjić Grad regionális út köti össze. Dujakovci szétszórt típusú település, amely nyolc családi házcsoportot képviselő falut köt össze. A falvak Delići (egyes térképeken hibásan Delijićiként írva), Gornji Sladojevići (Sladojevići és Vulini), Radanovići, Vranješi, Gatarići, Vulini, Božići és Donji Milićevići vagy Milićevići (egyes térképeken hibásan Milanovićiként írják). Ezek közül ma Donji Milićevići falunak nincs állandó lakosa.

## Népessége
| Nemzetiségi csoport | Népesség 1991 | Népesség 2013 |
| ------------------- | ------------- | ------------- |
| Szerb               | 329           | 125           |
| Bosnyák             | 0             | 0             |
| Horvát              | 0             | 0             |
| Jugoszláv           | 0             | 0             |
| Egyéb               | 1             | 0             |
| Összesen            | 330           | 125           |

## Története
A korai emberi betelepülés nyomai számosak és kulturális-időrendi szempontból változatosak a településen. Zdenko Žeravica megemlíti, hogy a Ljiljanovac-dombon egy őskori erőd maradványai vannak, amely ismeretlen volt a helyi lakosok számára. Vannak utalások arra, hogy az 1541-es török kataszteri összeírásban szereplő, 10 házas Ljiljanovac település a mai Dujakovci elődje. A községben található az alacsony Ljiljanovac-hegy, melynek neve őrzi a régi falu emlékét. A helyiek hagyománya szerint Dujakovci egy régi szerb falu, amely már a török megszállás előtt létezett.
A Banja Luka és Mrkonjić Grad közötti hegyvidék a középkori zemljaniki plébániához tartozott, amelyet II. Prijezda bosnyák bán 1287-ből származó oklevele említ először. Zmijanje a Jajcától északra fekvő Orbász-völgy várainak elesésével 1527-1528-ban oszmán fennhatóság alá került. Az első, 1540-ig tartó időszakban ezt a területet a Brod járásbeli Vrhovina náhijéhoz csatolták, majd amikor az oszmánok átkeltek a Száván, Zmijanje a Boszniai szandzsákhoz és a Kobaši kadilukhoz tartozott. A harcok lecsendesedésével a Zmijanjei náhije különvált, és önálló közigazgatási egység lett. 1592-től a Banja Luka-i kádilukhoz tartozott.
Mramorje településrészen öt régi kőtáblát őriztek meg, amelyekről a helyiek úgy vélik, hogy a római korból valók. A Vignjište nevű helyen a hagyomány szerint a helyiek szántással ástak ki különféle vastárgyakat, mely arra mutat, hogy a török uralom idején itt kovácsműhelyek működtek. A falu határában, a mezőn a Prodole nevű helyen egy középkori nekropolisz található, 181 stećakkal.
A település 1878-ig tartozott az Oszmán Birodalomhoz, ekkor a berlini kongresszus határozata alapján az Osztrák-Magyar Monarchia része lett. 1879-ben az első osztrák-magyar népszámlálás során a Banja Luka-i járáshoz tartozó településnek 67 háztartása és 334 ortodox lakosa volt. 1910-ben a Banja Luka-i járáshoz tartozó településen 63 háztartást és 624 lakost találtak. A monarchia szétesésével 1918-ban előbb a Szerb-Horvát-Szlovén Királyság, majd 1929-től a Jugoszláv Királyság része. 1921-ben a községnek összesen 79 háztartása és 593 lakosa volt. Jugoszlávia megszállása után a Független Horvát Állam (NDH) része lett. A második világháború után a szocialista Jugoszláviához tartozott. A falu a 20. század hetvenes éveinek közepén kapott áramot. A 20. század hetvenes éveinek végén épült a makadámút, amely a helyi Stričići-Lokvari úthoz kapcsolódik.
A daytoni békeszerződést követő területfelosztásnál Banja Luka község részeként a Szerb Köztársaság területéhez került.

## Oktatás
1991-ig négy osztályos általános iskola működött itt, amelyet tanulóhiány miatt bezártak. Az iskola 1964-ben kezdte meg működését, és 1988/89-ig a stričići iskola része volt, majd a koli iskola részeként működött. Az iskola épülete ma elhanyagolt és romos állapotban van.

## Kultúra
- 1968-ig minden évben halottak napja első napján falusi ünnepet tartottak. A faluünnep helyszíne idővel változott. Először Gornji Milićevići település kútjánál, majd Dujakovci központjában, később a Donji Milićevići kútnál, végül a temetőben ülték meg az ünnepet.

- A faluban található a Vučen szilfa néven ismert fa, ahol a helyiek ünnepek (nagy vallási ünnepek) idején összegyűltek beszélgetni.

## Fordítás
- Ez a szócikk részben vagy egészben  a(z)    Дујаковци című szerb Wikipédia-szócikk ezen változatának fordításán alapul.  Az eredeti cikk szerkesztőit annak laptörténete sorolja fel. Ez a jelzés csupán a megfogalmazás eredetét és a szerzői jogokat jelzi, nem szolgál a cikkben szereplő információk forrásmegjelöléseként.